# Immervad Bro
Immervad bro er en af kun en håndfuld bevarede broer på den gamle Oksevej i Sønderjylland. Det er en stenbjælkebro. Den er placeret på grænsen mellem Haderslev Kommune og Aabenraa Kommune 3 km nord for Hovslund Stationsby. Rudbæk eller Rudebæk, som den krydsede, løber i dag på grund af vandløbsreguleringer, i et dybere leje under en moderne bro få meter nordpå, og det gamle åløb er derfor tørlagt. Længere nede ad sit løb hedder den Sønderå. Nutildags kaldes bækken eller åen ved Immervad bro for Immervad bæk eller Immervad Å. På nordsiden, dvs. i Vedsted sogn, lå den kgl. privilegerede Immervad Kro, der 1822–1919 ejedes af en slægt Ankersen. Immervad blev også skrevet Emmervei, den sønderjyske udtale.

## Konstruktion
Immervad Bro er bygget i 1786, og den er som nævnt en stenbjælkebro. Modsat de senere byggede broer med hvælvede gennemløb har man her konstrueret broen med forbillede i tidligere broer af træ. Broen har to gennemløb, for det samlede spænd er så stort, at man har været nødt til at afstive konstruktionen med lodrette bropiller midt i åløbet. Selve broen dannes af vandrette stenbjælker, der er op til 4,35 m lange og alle udspaltet fra én og samme granitblok, som lå ved Fredhule nær Haderslev.
- Max 10 ton
- Granitunderstøttelsen
- Den nye bro blev udskiftet i 2020 og det ses at vandspejlet i vandløbet er noget lavere end da granitbroen blev bygget